# ANAクラウンプラザホテル富山
ANAクラウンプラザホテル富山（エーエヌエークラウンプラザホテルとやま、ANA CROWNE PLAZA HOTEL TOYAMA）は、富山県富山市にあるIHG・ANA・ホテルズグループジャパンが運営するホテル。

## 概要
- 当施設は、1997年（平成9年）に閉鎖された富山市公会堂の跡地に同年5月から建設され、開業前日の1999年（平成11年）8月27日に竣工式が挙行された[1]。
- 建物は地上19階、地下2階建てで、同時期に再開発により開業した富山国際会議場とは地下通路で結ばれている。地下駐車場は合わせて125台分（開業時点）設けられている[1]。
- なお、昇降機設備はエレベーター9基、エスカレーター2機（日立製4基、三菱製5基、エスカレーターも日立）。[要出典]

## 沿革
- 1999年（平成11年）8月28日 - 「富山全日空ホテル」として開業。当時の客室数は256室で、県内最大規模の宴会場も備えられていた[1]。
- 2007年（平成19年）11月19日 - 全日空直営からIHG・ANA・ホテルズグループジャパンへ変更されたことに伴い、「ANAクラウンプラザホテル富山」に改称[2]。
- 2015年（平成27年） - 所有・経営するホライズン・ホテルズの株式がモルガン・スタンレーグループから星野リゾートグループに譲渡。ホテル不動産が星野リゾート・リート投資法人に譲渡。

## 館内施設
- 19階：スカイバー アストラル、スカイバンケット 天空、スカイバンケット シリウス
- 16–18階：客室（プレミアフロア）
- 6–15階：客室（レギュラーフロア）
- 5階：日本料理 雲海、鉄板焼 雲海
- 4階：小宴会場 孔雀・雲雀・千鳥・白鷺・朱鷺、神殿「山王殿」、チャペル
- 3階：大宴会場 鳳、中宴会場 ASUKA
- 2階：ブライダルサロン、美容室、フラワースクール、更衣室
- 1階：コーヒー&レストラン カフェ・イン・ザ・パーク、フロント、ロビー、スーベニアショップ、衣装室

## 交通アクセス
- E8 北陸道 富山ICから車で約15分。
- 国際会議場前停留場から徒歩0分。
- 富山駅から車で約5分。
- 富山空港から車で約20分。